# Mieczysław Szczurek
Mieczysław Michał Szczurek (ur. 13 stycznia 1923 w Krakowie, zm. 12 maja 1978 w Krakowie) – polski piłkarz, pomocnik.

## Życiorys
Przed wojną trenował w krakowskim Nadwiślanie. Po jej zakończeniu krótko był zawodnikiem klubu w Skierniewicach. W latach 1945–1949 występował w Legii i rozegrał w jej barwach jeden ligowy sezon, a następnie przeszedł do Wisły. W 1949 i 1950 był mistrzem Polski, a w 1951 znalazł się wśród zwycięzców ligi.
W reprezentacji Polski debiutował 14 września 1947 w meczu ze Szwecją, ostatni raz zagrał w 1950. Łącznie w biało-czerwonych barwach rozegrał 5 spotkań.